# John White Alexander

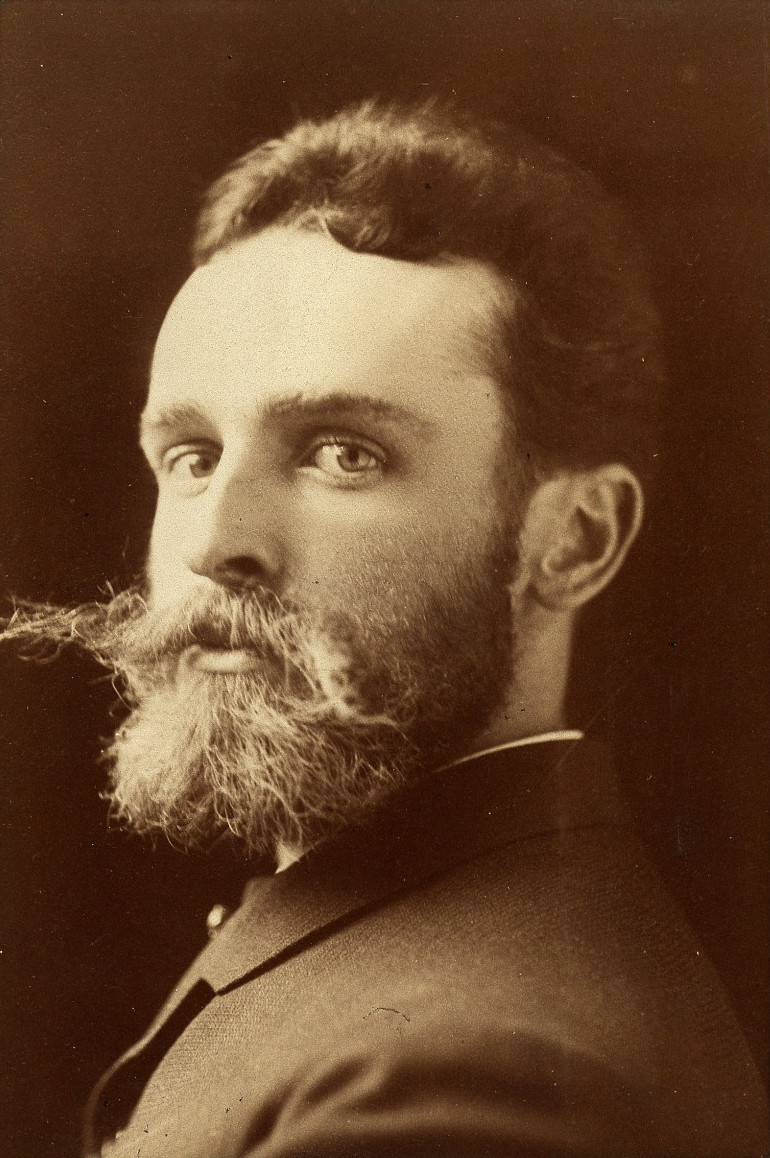
John White Alexander, door Napoleon Sarony (1882/83)

John White Alexander (Allegheny, bij Pittsburgh, 7 oktober 1856 – New York, 31 mei 1915) was een Amerikaans kunstschilder en illustrator, vooral bekend om zijn portretten, veelal van vrouwen.

## Leven en werk
Alexander verloor al vroeg zijn ouders en groeide op bij zijn grootouders. Als twaalfjarige jongen ging hij werken bij de telegraaf. Daar viel hij bij zijn werkgevers op door zijn talent voor tekenen en werd hij gestimuleerd dit verder te ontwikkelen. Als achttienjarige verhuisde hij naar New York en vond werk bij het weekblad Harper's Weekly als illustrator van politieke karikaturen. Daar leerde hij de kneepjes van het vak van vooraanstaande illustratoren als Thomas Nast, Edwin Austin Abbey en Howard Pyle.
Drie jaar later, in 1878, vertrok Alexander naar Duitsland en ging daar in de leer bij Frank Duveneck in München. Een jaar later reisde hij met Duveneck en nog enkele anderen onder de naam The Duveneck Boys naar Venetië en Florence, waar hij James McNeill Whistler ontmoette, die hem de kunst van het etsen leerde. Aangemoedigd door Whistler zette hij zijn studies voort in Nederland en Parijs.
Toen Alexander in 1881 naar New York terugkeerde maakte hij snel naam als portretschilder, onder andere van bekende Amerikanen als Oliver Wendell Holmes, John Burroughs en Walt Whitman. Hij werd echter vooral bekend door zijn vele estheticistische vrouwenportretten, een beetje in de stijl van Whistler. Ook maakte hij muurschilderingen in de Library of Congress, Washington D.C. en de Carnegie Mellon University in Pittsburgh.
In 1893 had Alexander veel succes met een expositie in de Parijse salon, waarna hij tot lid werd benoemd van de Société Nationale des Beaux-Arts, In 1900 won hij een gouden medaille op de wereldtentoonstelling te Parijs. In 1901 werd hij opgenomen in het Legioen ven Eer. In de Verenigde Staten werd in 1902 lid van de National Academy of Design, de American Academy of Arts and Letters en voorzitter van de National Society of Mural Painters. In 1904 werd hij onderscheiden tijdens de Louisiana Purchase Exposition in Saint Louis.
Alexander was gehuwd met Elizabeth Alexander, met wie hij een zoon kreeg: de latere wiskundige, James Alexander (1888−1971). Hij overleed in 1915, op 58-jarige leeftijd.
Werk van Alexander is te bezichtigen in het Metropolitan Museum of Art, het Brooklyn Art Museum, het Los Angeles County Museum of Art, en het Museum of Fine Arts te Boston.

## Vrouwenportretten

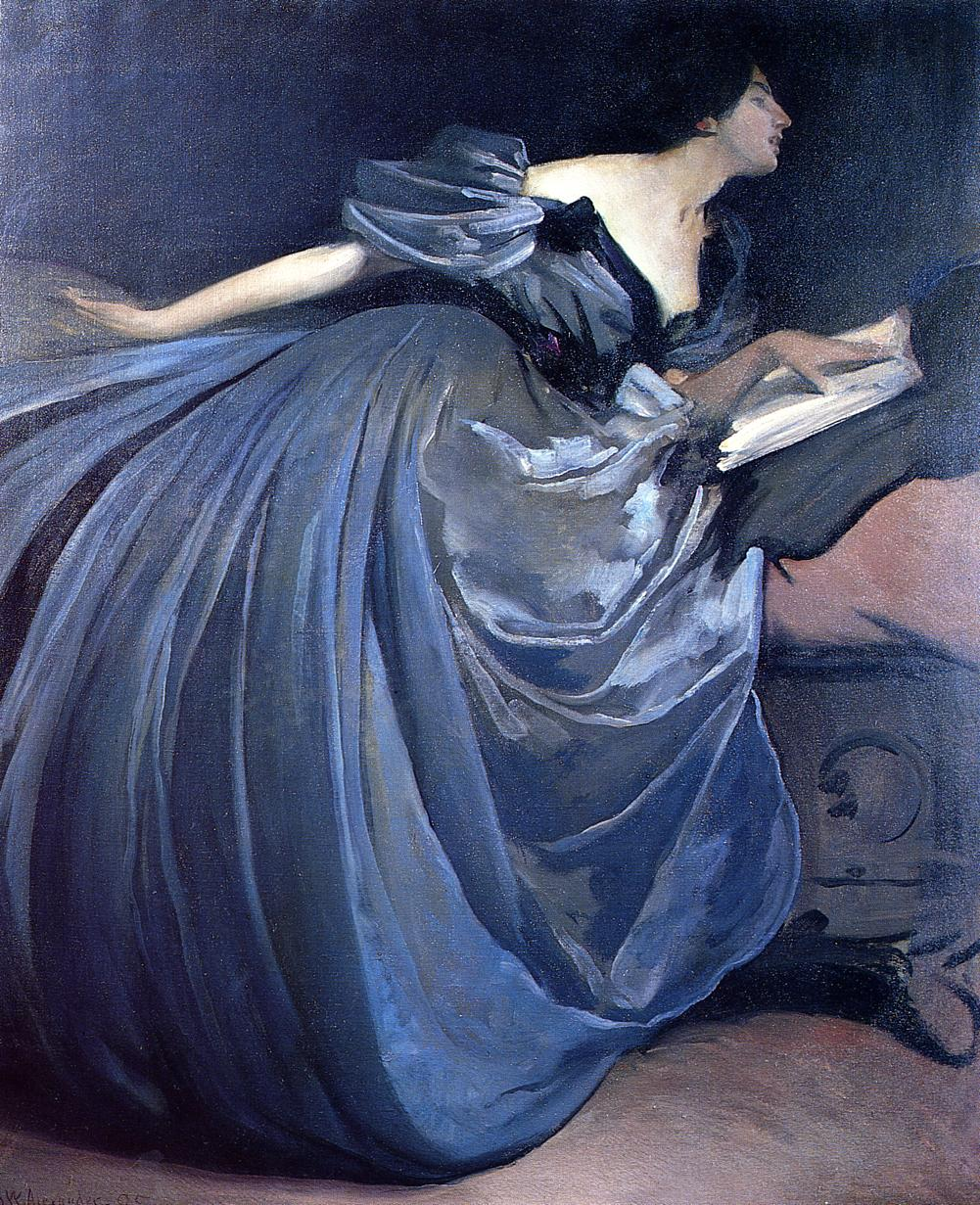
Althea
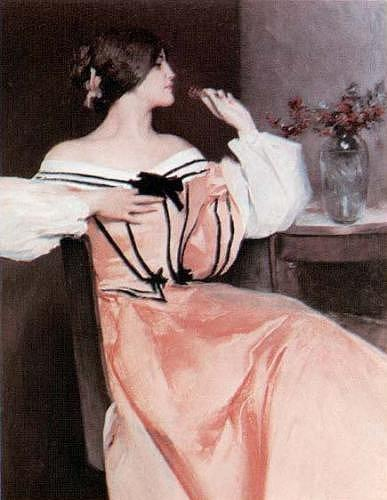
Lady in an Pink Dress
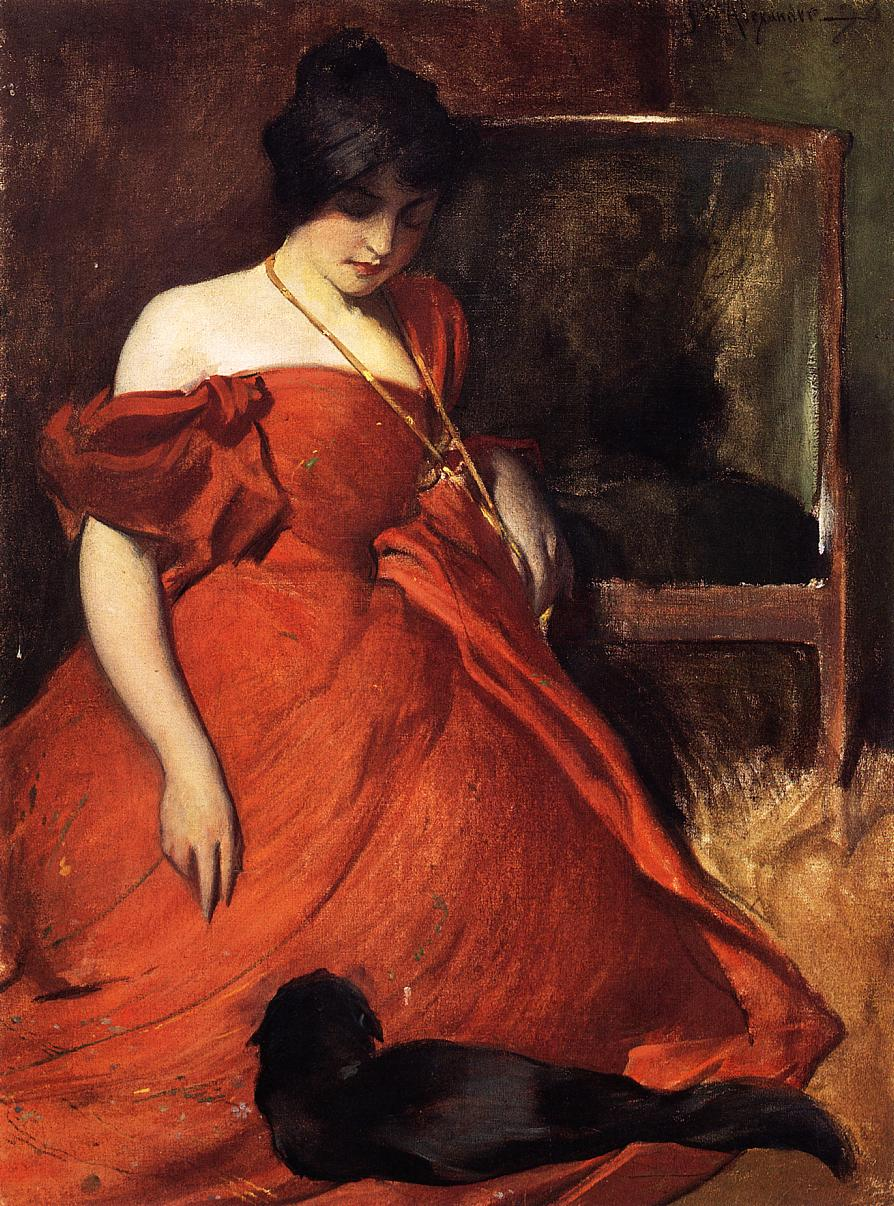
Black and Red
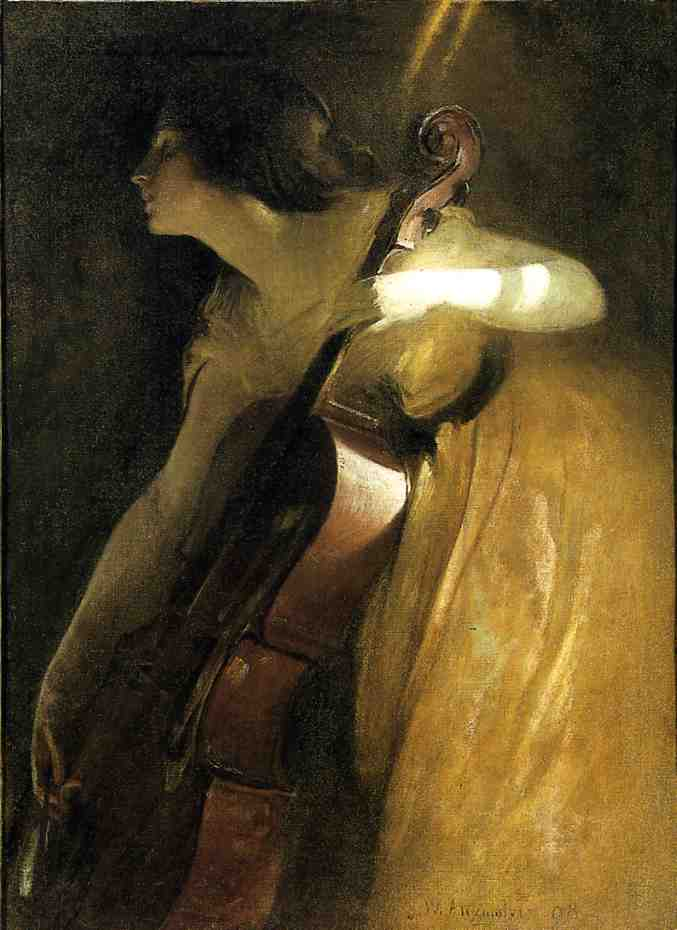
A Ray of Sunlight
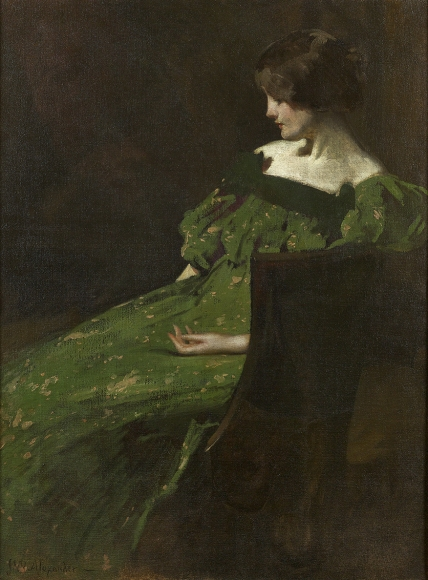
Juliette
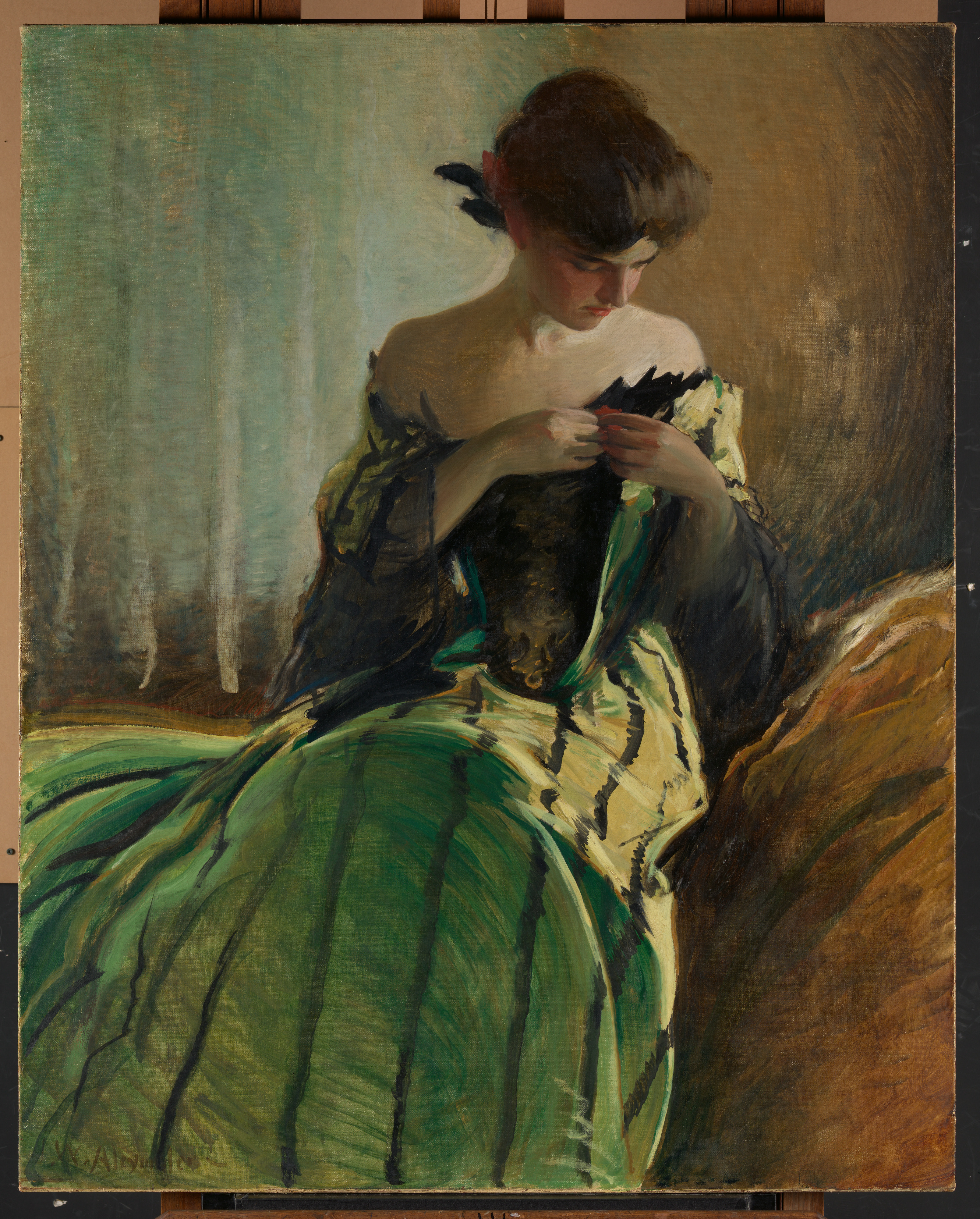
Study in Black and Green
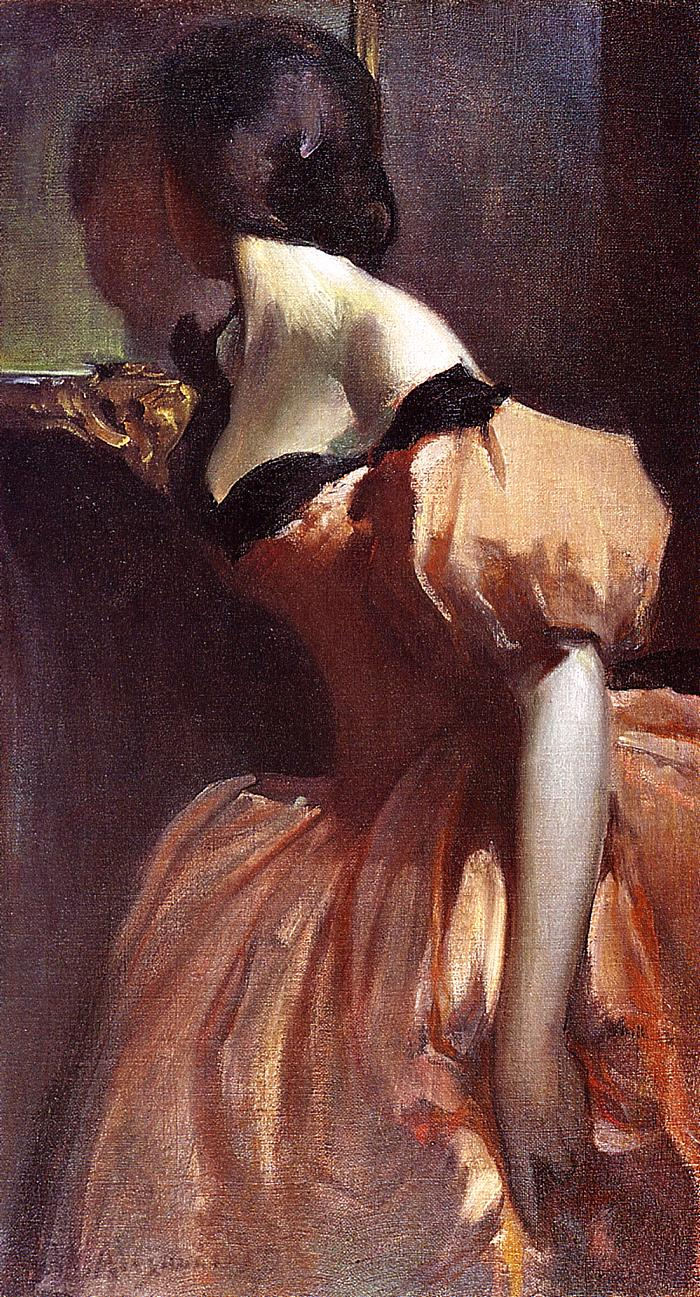
Fancy Dress
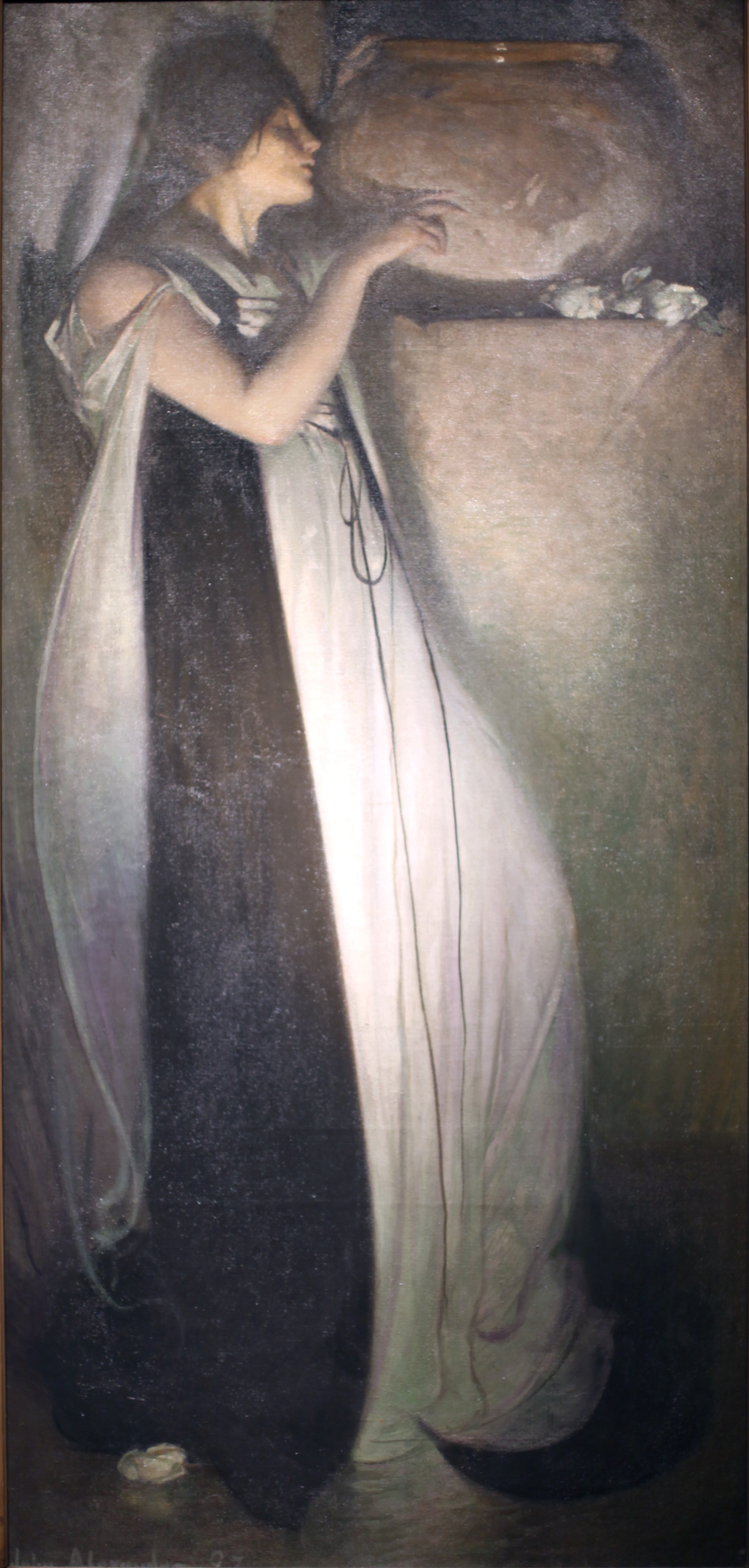
Isabella and the Pot of Basil
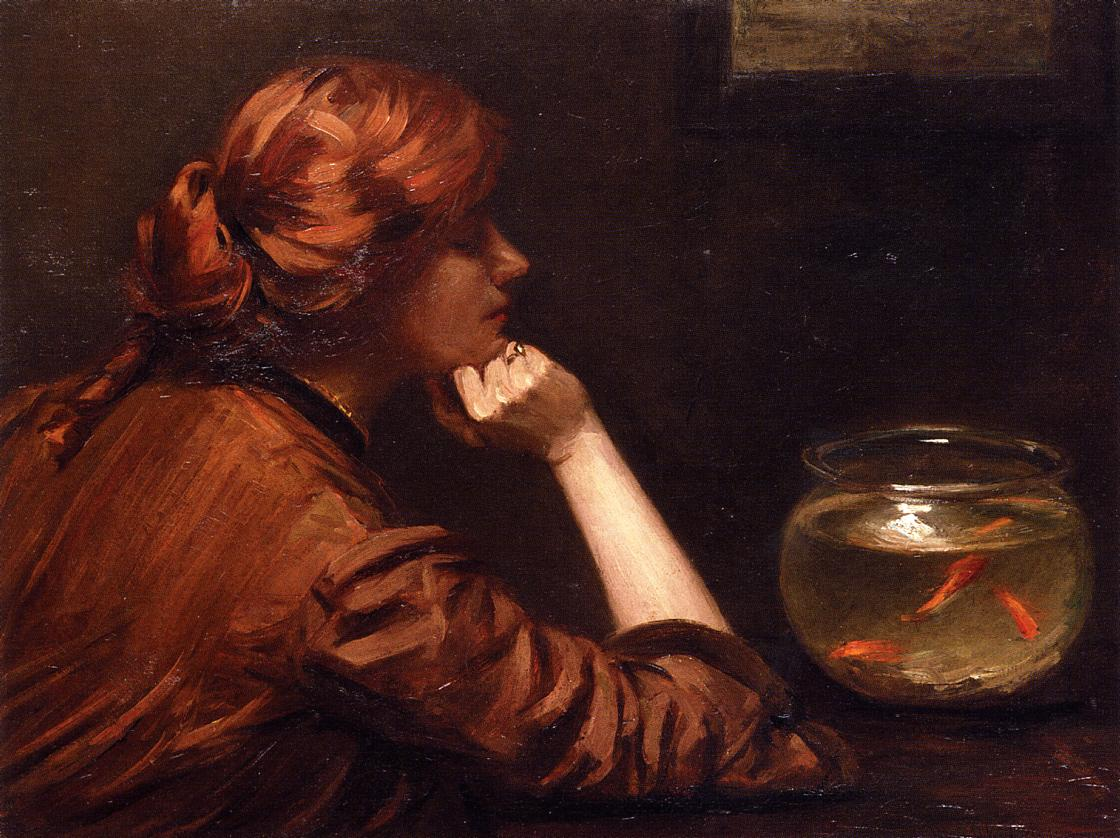
An Idle Moment
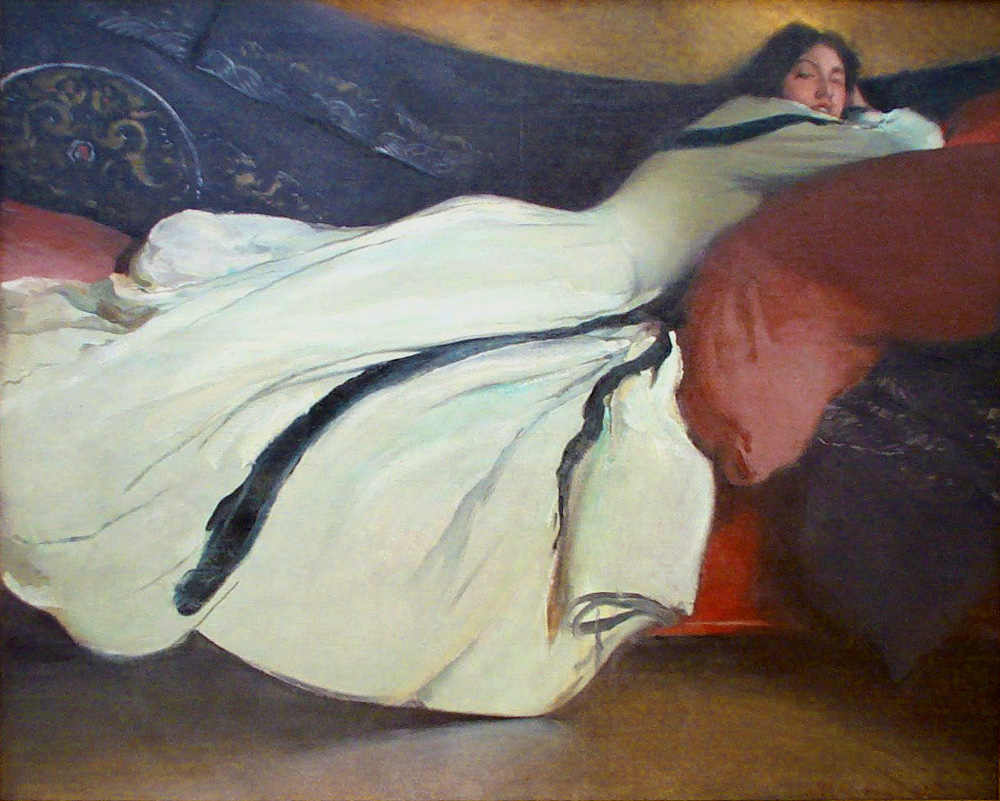
Repose